# 베라엘런

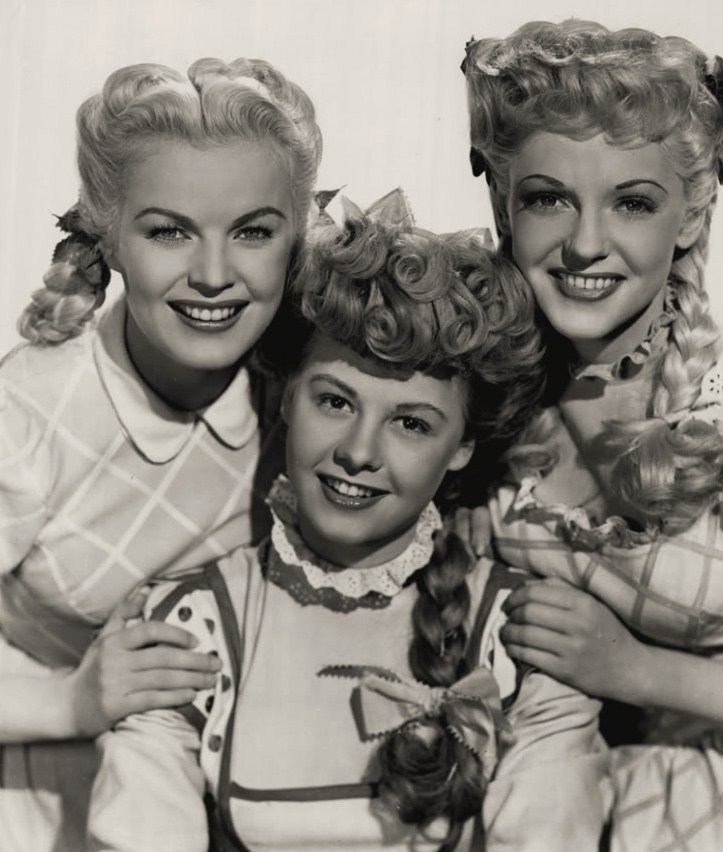
사진 가운데 Vera-Ellen

베라엘런(Vera-Ellen, 1921년 2월 16일 ~ 1981년 8월 30일)은 미국의 배우, 발레 무용수이다.
오하이오주에서 태어났다. 본명은 베라엘런 웨스트마이어 로에(Vera-Ellen Westmeier Rohe)이다. 로스앤젤레스에서 사망하였다. 사인은 난소암이다.

## 영화
- 진 켈리, 춤을 해부하다 (2002년) - 본인 역
- 화이트 크리스마스 (1954년)
- 콜 미 마담 (1953년)
- 빅 리거 (1953년)
- 벨 오브 뉴욕 (1952년)
- 쓰리 리틀 워즈 (1950년)
- 러브 해피 (1949년)
- 춤추는 대뉴욕 (1949년)
- 워즈 앤 뮤직 (1948년)
- 쓰리 리틀 걸스 인 블루 (1946년)
- 원더 맨 (1945년)